# Леда (митологија)
Леда, (грч. Λέδα; лат. Leda) је у грчкој митологији била кћерка етолског краља Тестија, сина бога рата Ареса и жена Тиндареја. Мајка Хелене, Кастора и Полидеука

## Митологија
Краљ Тиндареј је упознао Леду док је био у посети код њеног оца Тастија, који му је понудио гостопримство након што га је краљ Хипоконт прогнао из Спарте. Леда се Тиндареју допала на први поглед јер је била божански лепа, а како се и Леди допао краљ Тиндареј они су брзо склопили брак.
Када је Херакле у двобоју убио краља Спарте Хипокронта, стекли су се услови да се Тиндареј врати у Спарту. У Спарти, у оближњем Амиклу, Леда је родила четворо деце:
- Клитемнестру - отац Тиндареј
- Кастора - отац Тиндареј
- Полидеука - отац Зевс
- Хелену - отац Зевс

Постоје неколико верзија о Леди и њеној деци, али без обзира на верзије, њена деца су постала значајне личности у грчкој митологији.
Када није могао да је освоји, а Зевс се заљубио у Леду, он се преобратио у лабуда и бацио јој се у наручје да би се заштитио од орла који га је прогањао - орао је била богиња Hera која је прогањала Зевса.
Зевс је обљубио Леду у сну, а касније, исте те ноћи Леда је водила љубав и са својим мужем Тиндарејом. Тако су настала два јаја из којих су се излегли Хелена, Клитемнестра и Кастор и Полидеук.
Ледина деца, у зависности ко им је био отац, су била смртна и бесмртна. По неким су причама Кастор и Полидеук бесмртни као богови, по другима - Хомерова Илијада - смртници. Већина се извора ипак слаже да су Хелена и Полидеук били бесмртни, а Клитемнестра и Кастор смртни.

## Одраз у уметности
Како је Ледина лепота привукла Зевса, тако је привлачила и уметнике. Познате су многе слике са ваза и рељефи на њима.
- скулптура „Леда са лабудом“ је римска копија по Тимотеу (4. век п. н. е.) данас у Капитолском музеју у Риму
- рељеф „Леда са Зеусом промењеним у лабуда“ на Криту у Ираклијском музеју
- од нововековних дела то је слика „Леда са четири детета у природи“ од Јакопа да Понторма (1540. године у Фиренци)
- слика од Коређа[2] „Леда са лабудом“ (око 1525. године) на тврђави у Прагу а касније у Немачкој